# Koudum
Koudum is een dorp in de gemeente Súdwest-Fryslân, in de Nederlandse provincie Friesland. Koudum ligt tussen Stavoren en de Fluessen aan de Koudumervaart en de N359.
In 2024 telde het dorp 2790 inwoners. In het postcodegebied van Koudum liggen de buurtschappen Galamadammen en Grote Wiske. Hoewel Koudum bekend staat als een watersportplaats is er maar een kleine haven aan de Koudumervaart. De grote jachthavens bevinden zich in de buurtschap Galamadammen.

## Geschiedenis
Het dorp is een kom- en centrumdorp dat is ontstaan uit drie bewoonde parallel lopende straten. De plaats is ontstaan op een brede pleistocene zandrug, ook wel een stuwwal genoemd op ongeveer 10 meter boven NAP. Het was in de late middeleeuwen al een groot dorp. Rond 1620 was er al sprake van zo'n 100 woningen.
In de 9e eeuw werd de plaats al genoemd als Coluuidum. In 1325 werd de plaatsnaam vermeld als Coldum, in 1398 als Koldem, in 1579 als Coldem en in 1845 als Koudum of Koldum.
De naam zou duiden op de ligging bij een kolen(branders)woud, van het Oudfriese woord col voor houtskool en widum, een bos of kreupelhout. Een andere mogelijke betekenis zou 'een hoog punt in een bos' zijn. Koudum lag op een hoogte die omringd werd door bossen en water.
Tot een gemeentelijke herindeling in 2011 was Koudum de gemeentezetel van de gemeente Nijefurd. Op diens beurt was Nijefurd in 1984 ontstaan uit de gemeente Hemelumer Oldeferd (waarvan Koudum de hoofdplaats was) en de steden Hindeloopen, Stavoren en Workum. In 2011 is de gemeente Nijefurd opgegaan in de nieuwe gemeente Súdwest-Fryslân.
In 2006 werd Koudum winnaar van de Europese dorpsvernieuwingsprijs uit 31 genomineerde dorpen uit elf Europese landen.

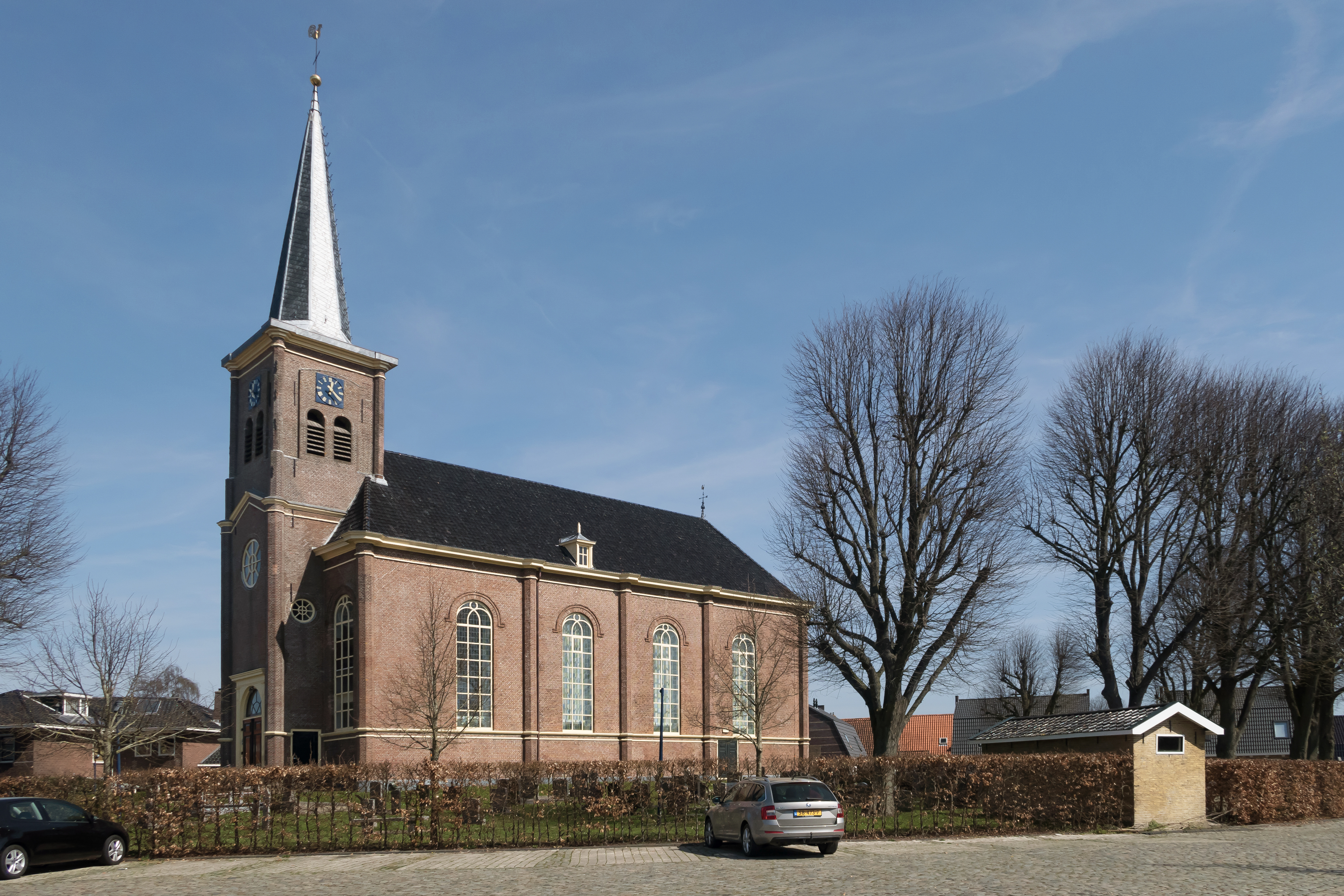
Martinikerk

## Kerk
De kerk van het dorp is de protestantse Martinikerk. De zaalkerk met driezijdige koorsluiting dateert uit 1857 en werd gebouwd als opvolger van de kerk uit 1831.
Die kerk was zelf de opvolger van een kerk uit 1617. De kerk uit 1857 heeft een toren van twee geledingen en een ingesnoerde spits.

## Molens

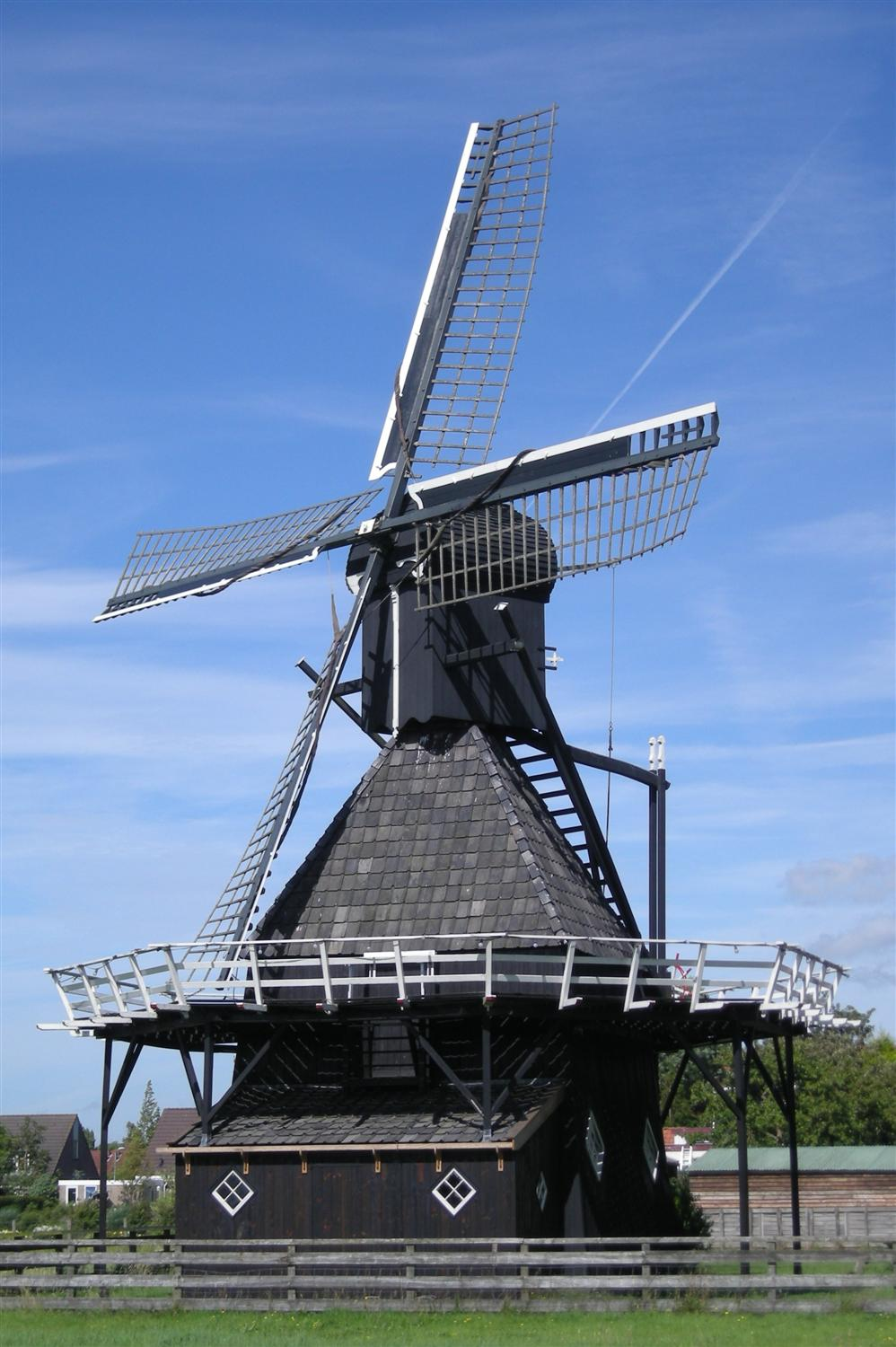
Molen De Vlijt

In de Molenbuurt staat de stellingmolen De Vlijt. In de omgeving van het dorp bevindt zich verder een Amerikaanse windmotor: de Windmotor Polder Folkertsma, ook wel Windmotor Koudum geheten. Net over de grens met Molkwerum staat de Windmotor Molkwerum.

## Sport
De voetbalvereniging SV Oeverzwaluwen is onderdeel van omnisportvereniging Oeverzwaluwen, die ook een volleybal-, tennis- en- gymnastiekvereniging onder zich heeft. Verder is er in Koudum een zaalvoetbalteam, een ijsvereniging, biljartclub, damclub en een paardensportmanege.
In het oostelijk dorpsgebied ligt er tevens een golfbaan, met 18-holes.

## Cultuur

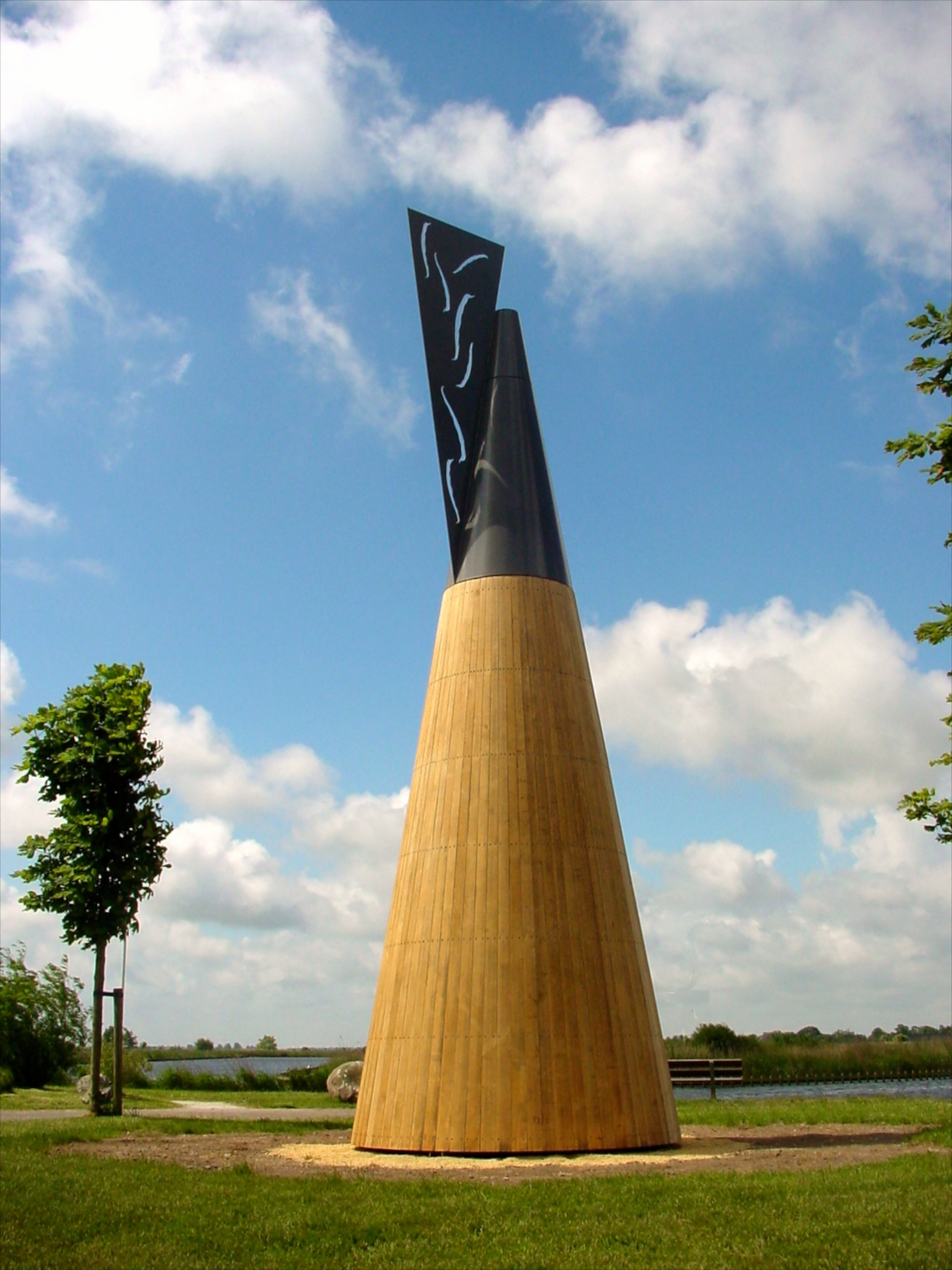
de Richting Kunstwerk voor nieuwe woonwijk, van Hanshan Roebers

Het dorp heeft een dorpshuis, De Klink, gebouwd in 1968. Op het Frieslandplein is het Centrium gevestigd, een openluchtpodium. Verder is er een toneelvereniging Artiku, fanfarekorps Nij Libben, blaaskapel De Koudumer Hofkesjongers en zangkoor Sjonggroep Majim. Er zijn diverse galeries in het dorp.
De lokale omroep van de gemeente Súdwest-Fryslân heet Omroep Súdwest en is gevestigd in Koudum.

## Onderwijs
Er waren twee basisscholen in Koudum, de openbare basisschool De Welle en de christelijke basisschool It Grovestinshôf, in 2017 samengevoegd tot samenwerkingsschool De Klimbeam. Voor middelbaar onderwijs is er het csg Bogerman Koudum (voor vmbo, havo en vwo) van het Bogerman College, dat sinds 2015 in de multifunctionele accommodatie De Swel is gevestigd.

## Bekende (ex-)inwoners
De monumentaal ontwerper Hanshan Roebers (1941-) woont in het dorp. Hij ontwierp o.a. voor Koudum de Richting (2001, kunstwerk ter ere van een nieuwe woonwijk) en het Centrium (2015, openluchtpodium). 

### Geboren in Koudum
- Jacob Binckes (1637-1677), Friese zeeheld
- Paulus Eckringa (1697-1793), secretaris, stadhouder en heer van Kasteel Geldrop
- Age Buma ( 1820-1893). politicus
- Ludolph Reinier Wentholt (1872-1952), bestuursambtenaar en burgemeester
- Popke Stegenga Azn. (1882-1953), theoloog en predikant
- Gerrit van Duyl (1888-1952), theoloog en nationaalsocialistisch politicus
- Lucas Poppinga (1885-1979), politicus
- Jacob van Dijk (1911-1999), burgemeester
- Jan Hoekema (1928-2005), voetballer
- Piebe Bakker (1929-2002), dirigent
- Rein Munniksma (1950-), politicus
- Albert Aukema (1957-), beeldhouwer
- Roelof de Vries (1979-), journalist en radiopresentator

### Overleden in Koudum
- Thijs van Hout (1911-1977), politicus en burgemeester
- Sjoerd Kuperus (1893-1988), tekenaar, etser, lithograaf en boekbandontwerper

## Openbaar vervoer
- Koudum deelt met het naburige Molkwerum het station Koudum-Molkwerum aan de spoorlijn Leeuwarden - Stavoren.
- Bus, lijn 44: Bolsward - Tjerkwerd - Parrega - Workum - Hindeloopen - Koudum - Hemelum - Bakhuizen - Mirns - Rijs - Oudemirdum - Nijemirdum - Sondel - Balk - Ypecolsga - Woudsend - Koufurderrige - Hommerts - Jutrijp - Sneek
- Bus, lijn 102: Makkum - Idsegahuizum - Gaast - Ferwoude - Workum - Koudum - Hindeloopen